# Pointe Joubert
La pointe Joubert est un cap situé au lieu-dit Thomas sur la commune de Bouillante en Guadeloupe. 

## Géographie
La pointe Joubert forme avec la pointe du Quesy au sud l'anse du Dépôt et avec la pointe du Marquis au nord, l'anse à Thomas. 
La pointe est connue car elle abrite la source chaude de Thomas, un bassin d'eau chaude donnant directement sur la mer. Il s'agit d'un site touristique assez fréquenté.

## Histoire
Le 16-17 septembre 2022, la tempête Fiona ravage le site mais il est nettoyé par des bénévoles et rouvert au public en novembre.

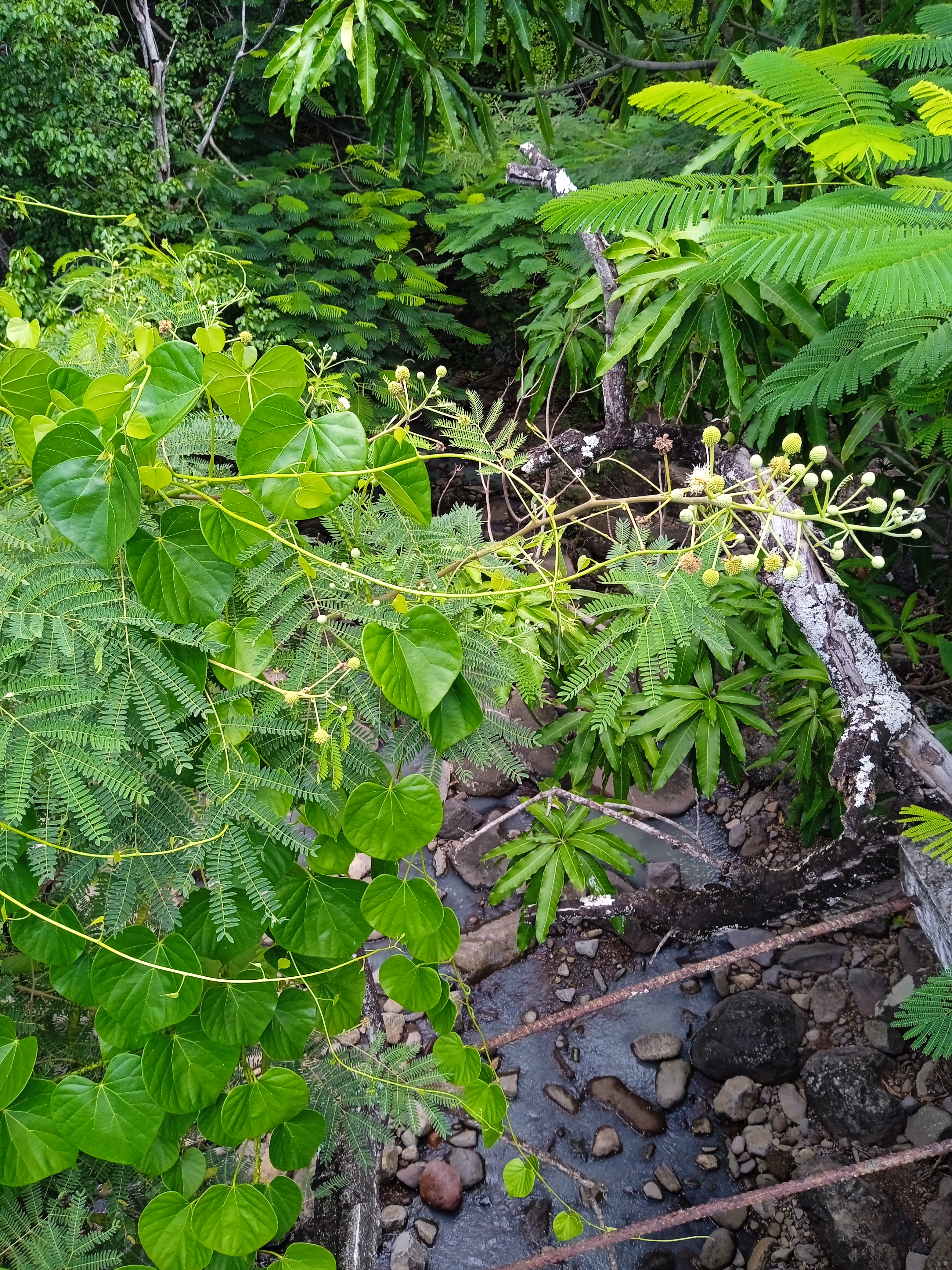
Ravine Thomas à la pointe Joubert
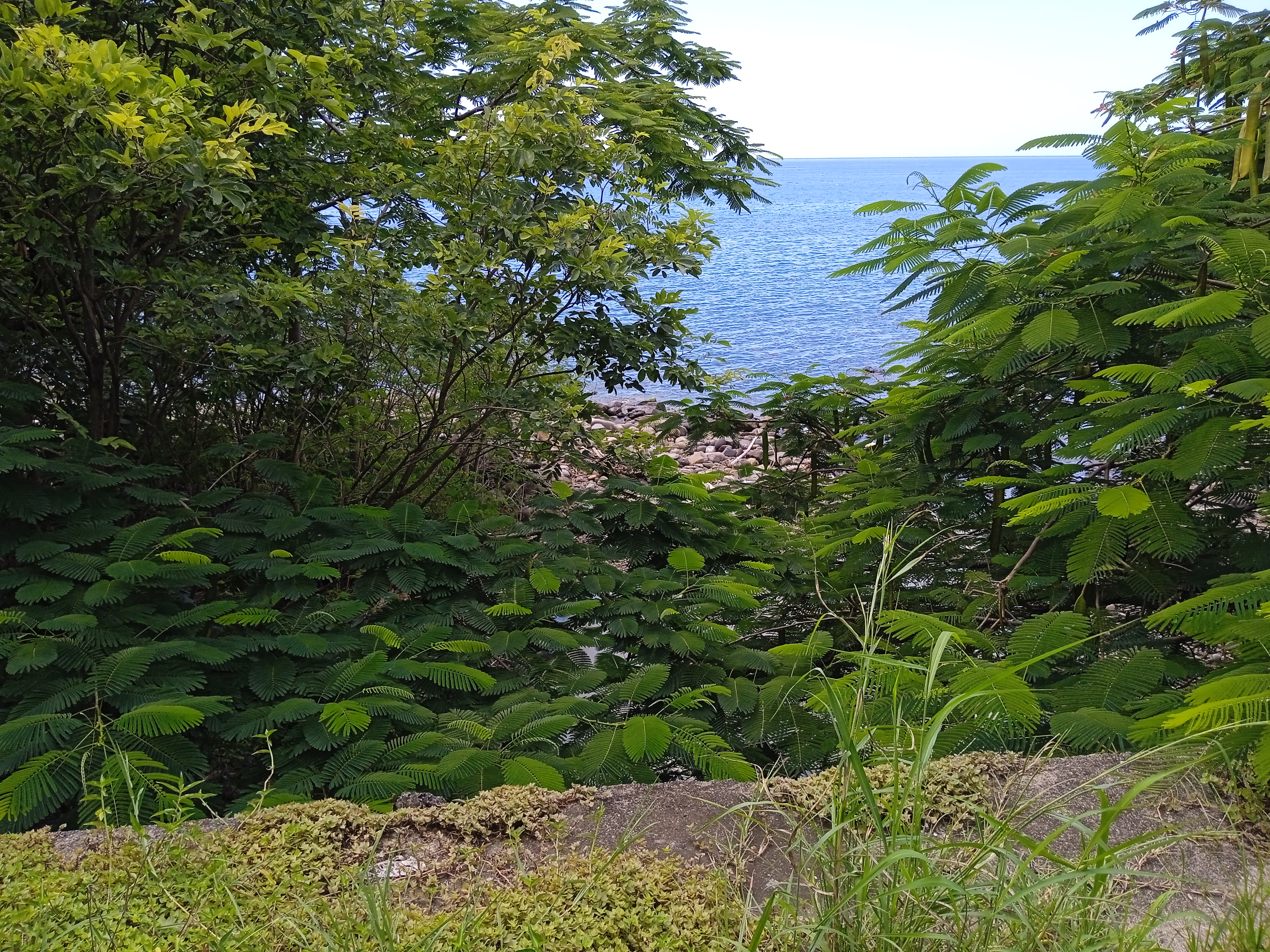
Embouchure de la ravine Thomas
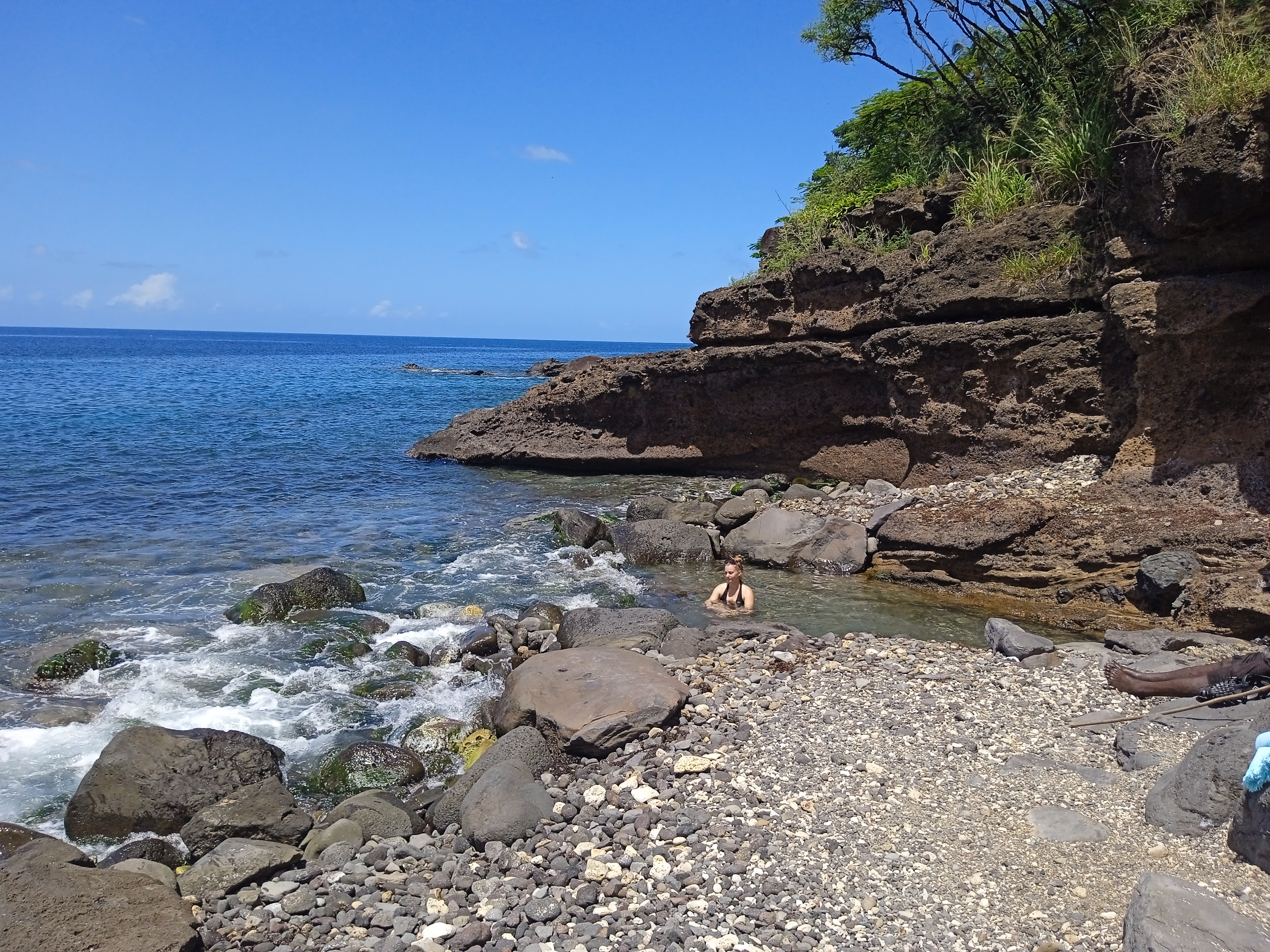
Source chaude de Thomas
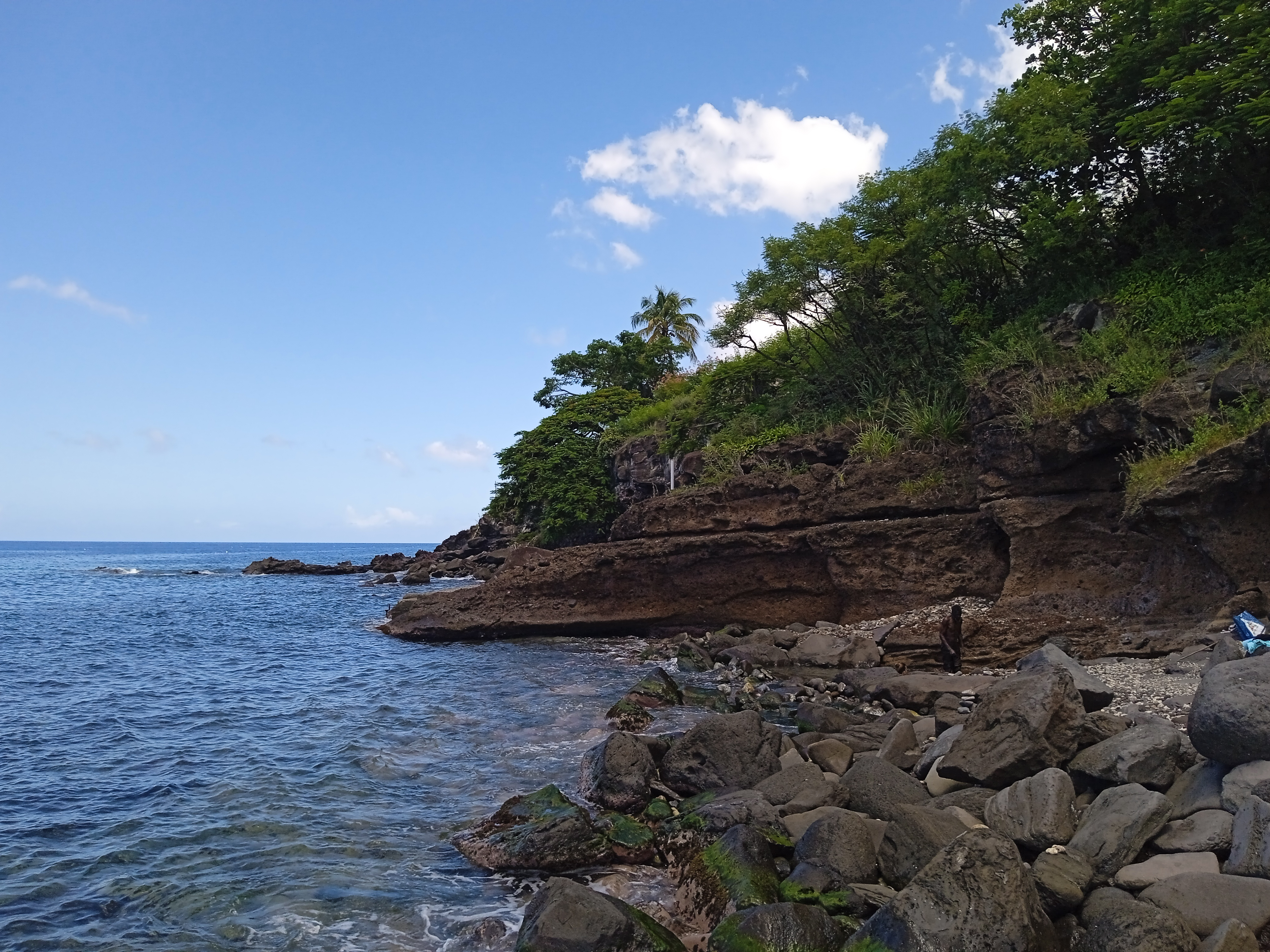
La pointe Joubert et la source chaude de Thomas
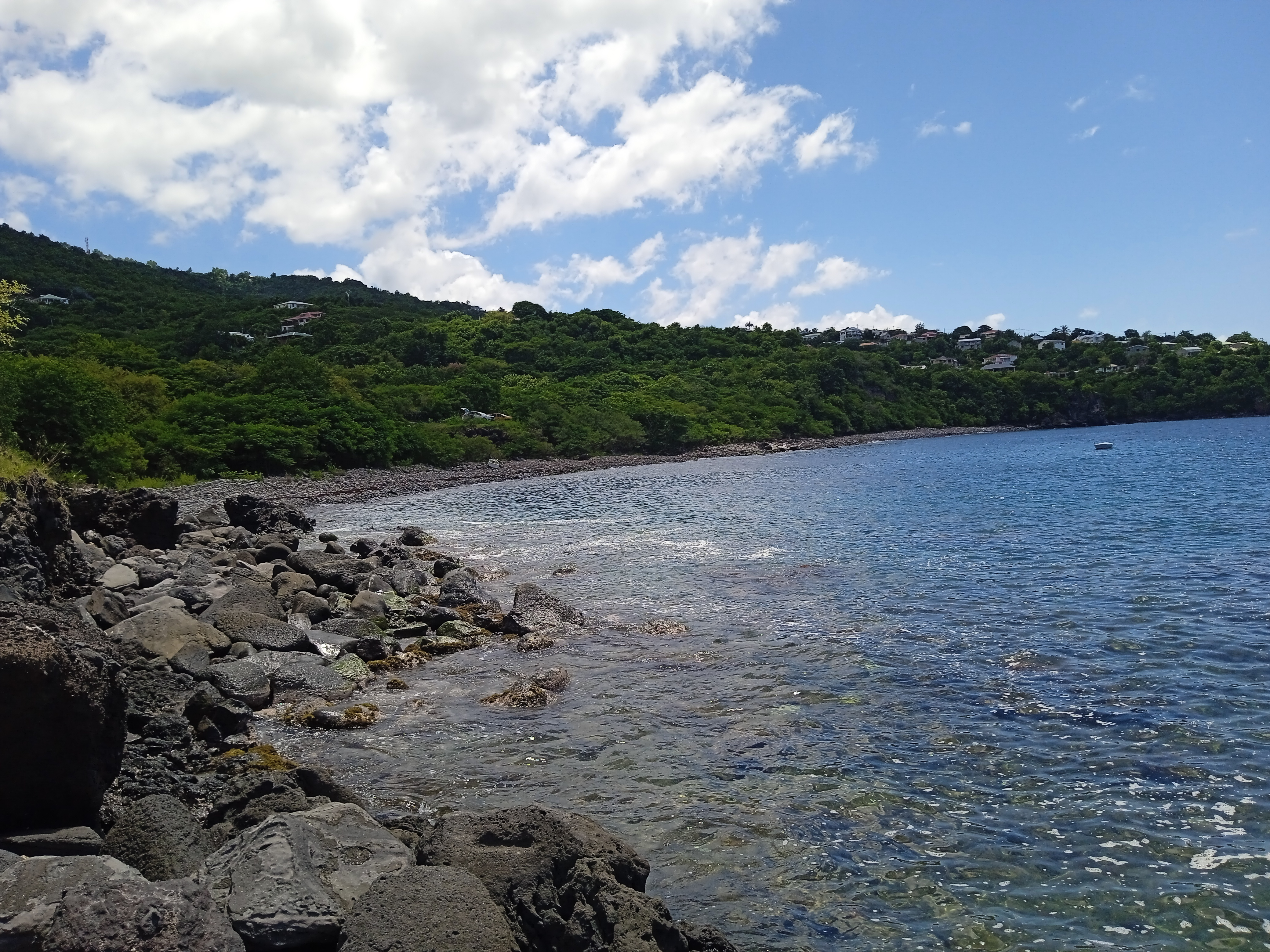
Anse du Dépôt.
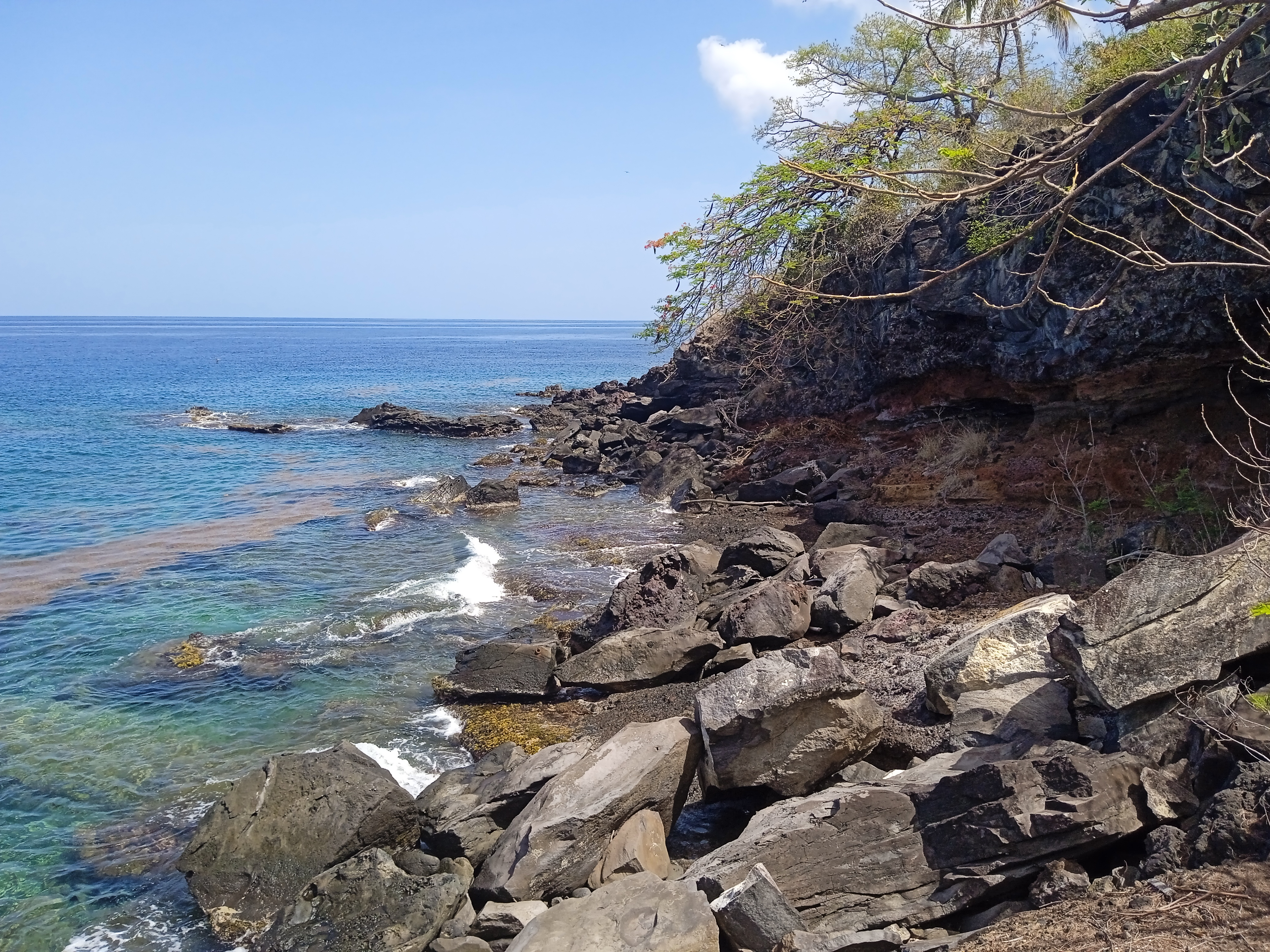
Anse à Thomas.